# Museu Histórico Pedagógico Dom Pedro I e Dona Leopoldina
Museu Histórico Pedagógico Dom Pedro I e Dona Leopoldina é um museu localizado em Pindamonhangaba. Foi fundado em 1957. Localizado no Palacete Palmeira, tem em seu acervo objetos históricos, normalmente relacionados à evolução territorial e política paulista.

## História e relevância

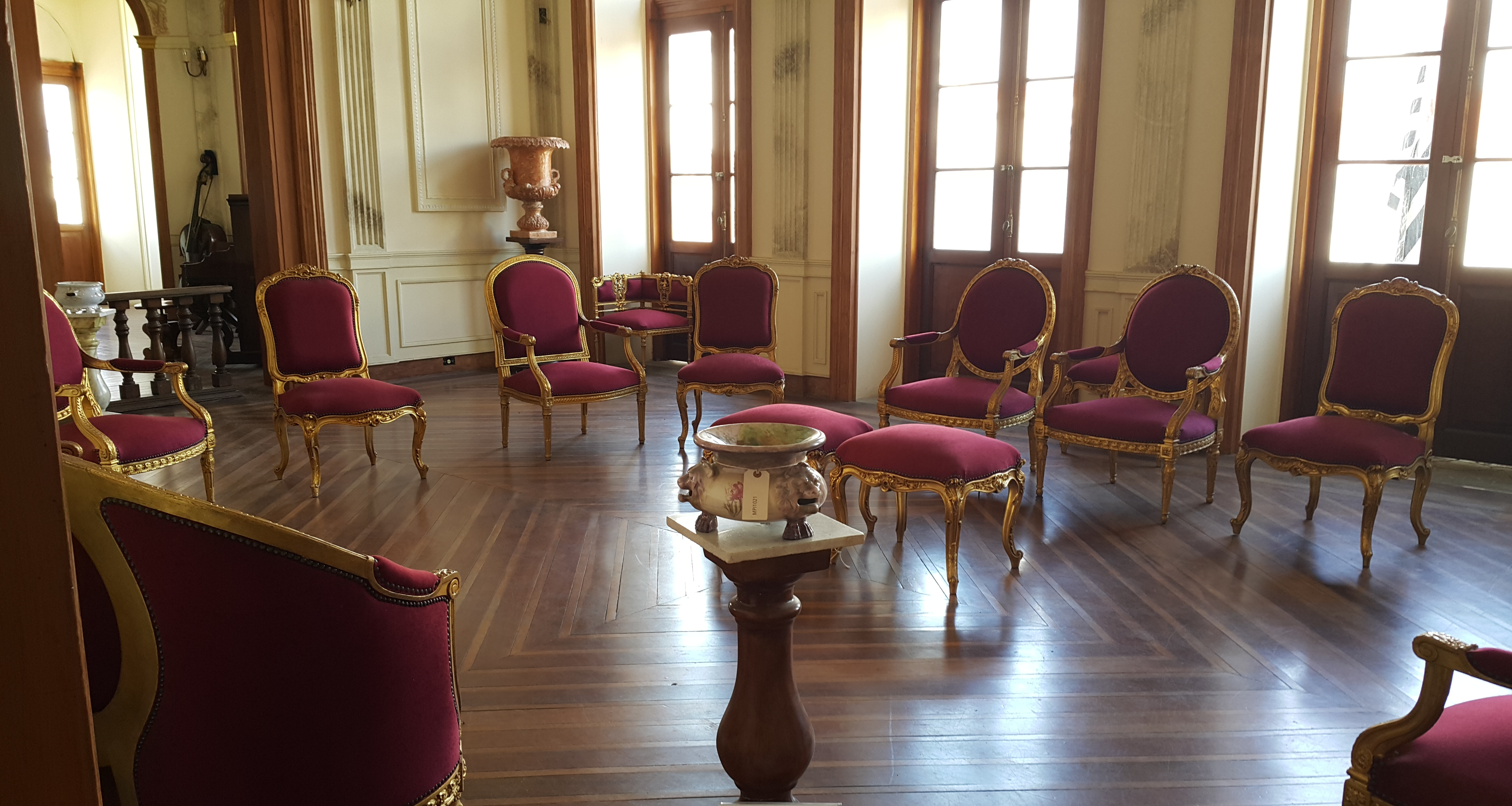
Mobília dos séculos XIX e XX, Palacete Palmeira.

O museu foi criado no contexto do decreto estadual nº 30.324, de 10 de dezembro de 1957, num momento onde se buscava interiorizar a presença de museus históricos no Estado de São Paulo. Houve a atuação direta da direção do Museu Paulista nesse processo. Foi instalado em 8 de novembro de 1958.
O edifício onde o museu está localizado desde 1978 é tombado pelo CONDEPHAAT. Permaneceu em reforma ou fechado entre 1973 e 2008.

## Acervo
O acervo do museu conta com quase 20 mil peças, na maioria elementos bibliográficos. Dentre os objetos expositivos, destacam-se documentos históricos e itens da Escola de Pharmácia e Odontologia, que funcionou no prédio.